# رادکووا لهوتا
رادکووا لهوتا (به چکی: Radkova Lhota) یک منطقهٔ مسکونی در جمهوری چک است که در ناحیه پرروف واقع شده‌است. رادکووا لهوتا ۲٫۰۹ کیلومتر مربع مساحت و ۱۹۱ نفر جمعیت دارد و ۲۴۶ متر بالاتر از سطح دریا واقع شده‌است.